# 三橋淳 (農学者)
三橋 淳（みつはし じゅん、1932年 - 2024年8月12日）は、日本の農学者、昆虫学者、東京農業大学名誉教授。

## 略歴
東京生まれ。1955年東京大学農学部卒業。同年農林省農業技術研究所入所。米国ボイストンプソン植物研究所へ留学。オーストラリア・CSIRO昆虫学研究所客員研究員。65年東大農学博士。論文名は「Histological studies on the neurosecretory cells of the brain and on the corpus allatum during diapause in some lepidopterous insects(数種鱗翅目昆虫の休眠期における脳の神経分泌細胞およびアラタ体の組織学的研究)」。84年農林水産省林業試験場天敵微生物研究室長。88年東京農工大学農学部教授。98年定年退官、東京農業大学応用生物科学部教授、2003年退職し名誉教授。日本応用動物昆虫学会賞、日本農学賞、読売農学賞受賞。2012年『昆虫食文化事典』で毎日出版文化賞受賞。

## 著書
- 『世界の食用昆虫』古今書院　1984　作物・食物文化選書
- 『昆虫の細胞を育てる』サイエンスハウス　1994　昆虫利用科学シリーズ
- 『虫を食べる人びと』編著　平凡社　1997　平凡社ライブラリー
- 『昆虫学大事典』総編集　朝倉書店　2003
- 『世界昆虫食大全』八坂書房、2008年11月25日。ISBN 978-4-89694-920-9。
- 『昆虫食古今東西』工業調査会　2010　のちオーム社
- 『昆虫食文化事典』八坂書房　2012